# Victor Linart
Victor Linart (Floreffe, 26 de maig de 1889 - Verneuil-sur-Avre, 23 d'octubre de 1977) va ser un ciclista belga, professional des del 1909 al 1933. Es va especialitzar en el mig fons, en què va aconseguir quatre Campionats del Món i nombrosos Campionats nacionals.
Un cop retirat, es va naturalitzar francès.

## Palmarès
- 1913
  - Campió d'Europa de mig fons
  -  Campió de Bèlgica en Mig Fons
- 1914
  -  Campió de Bèlgica en Mig Fons
- 1919
  -  Campió de Bèlgica en Mig Fons
- 1920
  -  Campió de Bèlgica en Mig Fons
- 1921
  -  Campió del món de Mig Fons
  -  Campió de Bèlgica en Mig Fons
- 1922
  -  Campió de Bèlgica en Mig Fons
- 1923
  -  Campió de Bèlgica en Mig Fons
- 1924
  -  Campió del món de Mig Fons
  -  Campió de Bèlgica en Mig Fons
- 1925
  -  Campió de Bèlgica en Mig Fons
- 1926
  -  Campió del món de Mig Fons
  -  Campió de Bèlgica en Mig Fons
- 1927
  -  Campió del món de Mig Fons
  -  Campió de Bèlgica en Mig Fons
- 1928
  -  Campió de Bèlgica en Mig Fons
- 1929
  -  Campió de Bèlgica en Mig Fons
- 1930
  -  Campió de Bèlgica en Mig Fons
- 1931
  -  Campió de Bèlgica en Mig Fons